# تروور کید
تروور کید (انگلیسی: Trevor Kidd؛ زادهٔ ۲۹ مارس ۱۹۷۲) بازیکن هاکی روی یخ، و اهالی کسب‌وکار اهل کانادا است.
از باشگاه‌هایی که در آن بازی کرده‌است می‌توان به کلگری فلیمس و کارولینا هوریکانز اشاره کرد.